# Angiotensin
Angiotensin är ett peptidhormon som är viktigt för kroppens blodtrycksreglering. Angiotensin finns i 4 typer: angiotensin I, angiotensin II, angiotensin III och angiotensin IV. Angiotensin I bildas av att proteinet angiotensinogen som bildas av levern modifieras av enzymet renin. Angiotensin I modifieras sedan till angiotensin II med hjälp av angiotensinkonverterande enzym (ACE). Denna omvandling sker i kapillärer, vilka finns i stort antal i lungkretsloppet. Angiotensin II är en potent vasokonstriktor (stimulerar sammandragning av blodkärl). Kontraktion av blodkärl leder till ökat totalt perifert motstånd, som i sin tur höjer blodtrycket.
Angiotensin II leder även till ökad volym i blodbanan genom att stimulera utsöndringen av aldosteron från binjurebarken, vilket stimulerar reabsorptionen av natrium och vatten från urinen till blodet. Detta leder till ökad volym i blodbanan och det i sin tur leder till ökat blodtryck.
Systemet som kontrollerar produktionen av angiotensin I och II kallas renin–angiotensin–aldosteron-systemet (RAAS).